# Lai Đại Hàn
Le terme Lai Đại Hàn désigne au Vietnam les personnes nées dans le contexte de la Guerre du Vietnam, ayant un père Sud-Coréen et une mère Vietnamienne. Ces naissances sont liées à la présence de troupes de Corée du Sud engagée jusqu'en 1973 aux côtés des troupes du Vietnam Sud. Le nombre de personnes concernées, et de mode de conception (Viol, prostitution, relations consenties) reste un sujet de débats et de controverses entre les deux pays. Le sujet, longtemps occulté, est revenu dans l'actualité à la faveur de polémiques entourant la diffusion du drama coréen Descendants of the Sun en 2016.